# BD+48°738
BD+48°738 — звезда в созвездии Персея. Вокруг звезды обращается, как минимум, одна планета.

## Характеристики
BD+48°738 — звезда 9,14 видимой величины. Расстояние до неё в данный момент не определено. Это оранжевый гигант, превосходящий по размерам Солнце в 11 раз. Масса звезды равна 74 % солнечной. Температура поверхности составляет приблизительно 4414 кельвинов.

## Планетная система
В 2011 году группой польских астрономов было объявлено об открытии планеты BD+48°738 b в данной системе. Она представляет собой горячий газовый гигант с массой, равной 91 % массы Юпитера. Планета обращается на расстоянии 1 а. е. от звезды, совершая полный оборот за 393 суток. Открытие планеты было совершено методом Доплера.